# Neodysmachus setithoracicus
Neodysmachus setithoracicus är en tvåvingeart som beskrevs av Ricardo 1925. Neodysmachus setithoracicus ingår i släktet Neodysmachus och familjen rovflugor. Inga underarter finns listade i Catalogue of Life.